# فرابر (فیلم ۲۰۰۷)
فرابر (به انگلیسی: The Ferryman (2007 film)) فیلمی در ژانر ترسناک است که در سال ۲۰۰۷ منتشر شد. از بازیگران آن می‌توان به جان ریس-دیویس و کری فاکس اشاره کرد.